# ادوارد چارلز مایر
ادوارد چارلز مایر (انگلیسی: Edward C. Meyer; ۱۱ دسامبر ۱۹۲۸ – ۱۳ اکتبر ۲۰۲۰) ژنرال نیروی زمینی ایالات متحده آمریکا بود، که در فاصله سال‌های ۱۹۷۹ تا ۱۹۸۳ به‌عنوان بیست و نهمین رئیس ستاد نیروی زمینی ایالات متحده آمریکا فعالیت می‌کرد.
مایر فعالیت نظامی را از سال ۱۹۵۹ در نیروی زمینی آمریکا آغاز کرد، از ۱۹۶۵ تا ۱۹۶۶ فرمانده گردان ۲ هنگ پنجم سواره نظام بود، از ۱۹۶۸ تا ۱۹۷۰ به‌عنوان فرمانده تیپ ۲ لشکر یکم سواره‌نظام فعالیت می‌کرد و از ۱۹۷۱ تا ۱۹۷۲ معاون پشتیبانی لشکر ۸۲ام هوابرد بود.
وی از ۱۹۷۴ تا ۱۹۷۵ فرماندهی لشکر ۳ پیاده را برعهده داشت و از ۱۹۷۵ تا ۱۹۷۹ به‌عنوان معاون طرح و عملیات نیروی زمینی آمریکا فعالیت می‌کرد. او در جنگ کره و جنگ ویتنام حضور داشت.